# Just Saying
Just Saying è un singolo del rapper statunitense Comethazine, pubblicato il 21 giugno 2019.

## Tracce
1. Just Saying – 1:43